# Paracuru
Paracuru este un oraș în statul Ceará (CE) din Brazilia.